# ثابت جواس
ثابت مثنى جواس (1948–23 مارس 2022) أبرز قادة الجيش اليمني وقائد محور العند قائد اللواء 131 سابقاً. برز في معارك الجيش اليمني ضد الحوثيين بين عامي 2004 و2009. اغتيل عام 2022 اثر استهدافه بسيارة مفخخة مع عدة مرافقين ونجله أثناء سيرهم بالمدينة الخضراء شمالي محافظة عدن.

## النشأة
ولد جواس عام 1948 بمنطقة حبيل السبحة في مديرية حبيل جبر بمحافظة لحج. يعود الشغف العسكري الذي كان يميز جواس إلى الظروف الصعبة التي كانت تعيشها أسرته وهو ما دفعه إلى الالتحاق بالسلك العسكري.

## الحياة العسكرية
برز اسم جواس خلال الحروب الأولى من الحروب الست التي شنها النظام اليمن بقيادة علي عبد الله صالح رئيس الجمهورية اليمنية وقتها منذ عام 2004 على الحوثيين.
كانت أولى مهامة العسكرية التي تقلدها هي قيادة إحدى كتائب اللواء 14 مدرع، ليصبح بعدها قائدًا للواء باصهيب العسكري جنوب اليمن. سرح نظام علي عبد الله صالح جواس من وظيفته إلى جانب الآلاف الآلاف من الضباط الجنوبيين الآخرين عقب الوحدة اليمنية بين شمال وجنوب اليمن.
لاحقًا عين جواس قائدًا للواء 15 مشاه بمحافظة صعدة قبل أن يعينه الرئيس عبد ربه منصور هادي قائداً لقوات الأمن الخاصة بمحافظة عدن قبيل التمرد الحوثي عام 2015.